# Saison 2017-2018 du Marseille Hockey Club
Saison précédente Saison suivante
La saison 2017-2018 du Marseille Hockey Club est la sixième de l'histoire du club.
L'équipe est entraînée par Luc Tardif Jr..

## Avant-saison
Après une saison globalement réussit au niveau des objectifs fixés, l'intersaison commence assez tôt. Luc Tardif Jr. est toujours aux manettes du groupe marseillais. Le recrutement est pendant une première partie de la saison scindé en deux. Tout d'abord au niveau des reconductions qui concernent principalement les jeunes français (Pointel, Garnier, Anglés, Jayat) ainsi que des cadres comme Deshaies, Cella ou Novotný qui sera également assistant-entraîneur cette année.
Les recrues elles sont toutes étrangères jusqu'à l'arrivée de Chiappino. Auparavant Koutský, Vrtek, Ax, Westerlund, Lanceleve et McNaughton arrivent de différents horizons à terme c'est six étrangers qui signent au club, des arrivées compensées par le départ de Coufal, Ouellette, Fuller et Lehečka. Par la suite c'est les nombreux départs de figures du club qui marque l'intersaison ; Huerta, Lebailly et Rives ne continuent pas l'aventure en Division 2. Le club finit son recrutement avec l'arrivée de deux jeunes attaquants arrivant de Toulon et Strasbourg II. En défense les dernières arrivées sont celles de Jozef Drzik et d'un universitaire canadien, Logozzo.

### Matchs amicaux
Lors de leur préparation, le MHC organise un tournoi dans le cadre de Marseille, capitale européenne du sport 2017. On y retrouve les récents vainqueurs de la Division 2, les Chevaliers du lac d'Annecy, les Bouquetins du HCMP demi-finalistes de la Division 1 ainsi que les Ducs de Dijon, qui descendent de Ligue Magnus. Il s'agira donc d'une préparation assez importante pour les hommes de Luc Tardif.
Auparavant les Spartiates affrontent la jeune équipe des Grizzlys de Vaujany (réserve des Brûleurs de Loups de Grenoble).
Pour conclure cette série de rencontres, les Marseillais reçoivent les Vipers de Montpellier le 2 septembre pour un dernier match de préparation.

### Tournoi de Marseille Provence
| Clt   | Équipe                       | PJ | V | VP | D | DP | BP | BC | Diff | Pts |
| ----- | ---------------------------- | -- | - | -- | - | -- | -- | -- | ---- | --- |
| +001, | Annecy                       | 3  | 2 | 0  | 0 | 1  | 16 | 12 | +4   | 7   |
| +002, | Dijon                        | 3  | 1 | 1  | 1 | 0  | 15 | 16 | -1   | 5   |
| +003, | Marseille                    | 3  | 0 | 1  | 0 | 2  | 9  | 10 | -1   | 4   |
| +004, | Courchevel-Méribel-Pralognan | 3  | 0 | 1  | 2 | 0  | 16 | 18 | -2   | 2   |

- Vainqueur

## Effectif
| No    | Nom                     | Nat. | Position  | Arrivée                                      |
| ----- | ----------------------- | ---- | --------- | -------------------------------------------- |
| +022, | Vladislav Koutský       |      | Gardien   | 2017 - SC Kolín                              |
| +030, | Benoît Niclot           |      | Gardien   | 2015 - Pingouins de Morzine-Avoriaz-Les Gets |
| +004, | Jozef Drzik             |      | Défenseur | 2017 - Boucaniers de Toulon                  |
| +007, | Étienne Chiappino       |      | Défenseur | 2017 - Corsaires de Nantes                   |
| +011, | François Pointel        |      | Défenseur | 2016 - Rapaces de Gap                        |
| +019, | Joris Cella             |      | Défenseur | 2012 - Gabians de Marseille                  |
| +027, | Adam Logozzo            |      | Défenseur | 2017 - Lions de York                         |
| +033, | Nicolas Deshaies – C    |      | Défenseur | 2016 - Pingouins de Morzine-Avoriaz-Les Gets |
| +077, | Jordan McNaughton       |      | Défenseur | 2017 - sans club                             |
| +006, | Niklas Westerlund       |      | AG        | 2017 - JHT Kalajoti                          |
| +013, | Félix De Coquereaumont  |      | C         | 2017 - sans club                             |
| +016, | Emil Ax                 |      | AG        | 2017 - Malungs IF                            |
| +017, | Robin Garnier           |      | AD        | 2014 - Yétis du Mont-Blanc                   |
| +018, | Vladislav Vrtek         |      | C         | 2017 - HC Klášterec nad Ohří                 |
| +026, | Thibault Geffroy – A    |      | C         | 2016 - Drakkars de Caen                      |
| +038, | Jordy Anglés            |      | AG/AD     | 2015 - Étoile noire de Strasbourg            |
| +061, | Miroslav Krivochtchekov |      | AG        | 2017 - Boucaniers de Toulon                  |
| +067, | Roman Novotný – A       |      | C         | 2013 - Corsaires de Nantes                   |
| +074, | Armand Jayat            |      | C/AD      | 2016 - Yétis du Mont-Blanc                   |
| +081, | Colby Lanceleve         |      | AG/AD     | 2017 - Remparts de Tours                     |
| +096, | Benjamin Villiot        |      | AD/D      | 2017 - sans club                             |

## Tenues utilisées par l'équipe
| Tenue domicile | Tenue extérieur |

## Compétitions

### Championnat

#### Saison Régulière

##### Classement et statistiques

###### Classement
| Clt   | Équipe           | PJ | V  | VP | D  | DP | BP | BC  | Diff | Pts |
| ----- | ---------------- | -- | -- | -- | -- | -- | -- | --- | ---- | --- |
| +001, | Marseille        | 18 | 13 | 2  | 2  | 1  | 86 | 44  | +42  | 44  |
| +002, | Chambéry         | 18 | 13 | 1  | 4  | 0  | 88 | 53  | +35  | 41  |
| +003, | Montpellier      | 18 | 12 | 0  | 5  | 1  | 92 | 40  | +52  | 37  |
| +004, | Clermont-Ferrand | 18 | 10 | 1  | 6  | 1  | 70 | 51  | +19  | 33  |
| +005, | Toulouse-Blagnac | 18 | 8  | 1  | 7  | 2  | 57 | 50  | +7   | 28  |
| +006, | Roanne           | 18 | 6  | 2  | 10 | 0  | 62 | 75  | -13  | 22  |
| +007, | Villard-de-Lans  | 18 | 6  | 1  | 10 | 1  | 56 | 67  | -11  | 21  |
| +008, | Vaujany          | 18 | 6  | 0  | 11 | 1  | 49 | 91  | -42  | 19  |
| +009, | Limoges          | 18 | 3  | 1  | 12 | 2  | 37 | 70  | -33  | 13  |
| +010, | Valence          | 18 | 4  | 0  | 14 | 0  | 52 | 108 | -56  | 12  |

- Qualifié pour les huitièmes de finale
- Dispute la poule de maintien

###### Statistiques
| Équipe           | MJ | Supériorité numérique | Supériorité numérique | Supériorité numérique | Supériorité numérique | Inferiorité numérique | Inferiorité numérique | Inferiorité numérique | Inferiorité numérique |
| Équipe           | MJ | BPSUP                 | NB                    | %                     | BCSUP                 | BCINF                 | NB                    | %                     | BPINF                 |
| ---------------- | -- | --------------------- | --------------------- | --------------------- | --------------------- | --------------------- | --------------------- | --------------------- | --------------------- |
| Chambéry         | 18 | 19                    | 110                   | 17.27                 | 2                     | 16                    | 113                   | 85.84                 | 3                     |
| Clermont         | 18 | 14                    | 94                    | 14.89                 | 4                     | 17                    | 97                    | 82.47                 | 4                     |
| Limoges          | 18 | 14                    | 105                   | 13.33                 | 2                     | 16                    | 72                    | 77.78                 | 2                     |
| Marseille        | 18 | 22                    | 78                    | 28.21                 | 5                     | 17                    | 91                    | 81.32                 | 2                     |
| Montpellier      | 18 | 24                    | 95                    | 25.26                 | 2                     | 10                    | 116                   | 91.38                 | 3                     |
| Roanne           | 18 | 16                    | 103                   | 15.53                 | 1                     | 23                    | 88                    | 73.86                 | 7                     |
| Toulouse-Blagnac | 18 | 15                    | 73                    | 20.55                 | 0                     | 15                    | 81                    | 81.48                 | 1                     |
| Valence          | 18 | 19                    | 101                   | 18.81                 | 5                     | 25                    | 111                   | 77.48                 | 3                     |
| Vaujany          | 18 | 13                    | 92                    | 14.13                 | 3                     | 13                    | 90                    | 85.56                 | 6                     |
| Villard-de-Lans  | 18 | 10                    | 97                    | 10.31                 | 7                     | 14                    | 89                    | 84.27                 | 0                     |

### Statistiques collectives
| Compétition      | Débute au tour | Termine        | Matches joués | Victoires | Victoires prl/tab | Défaites | Défaites prl/tab | Buts pour | Buts contre | Différence |
| ---------------- | -------------- | -------------- | ------------- | --------- | ----------------- | -------- | ---------------- | --------- | ----------- | ---------- |
| Saison Régulière | -              | -              | 18            | 13        | 2                 | 2        | 1                | 86        | 44          | +42        |
| Play-offs        | 1/8e de finale | 1/4 de finale  | 5             | 3         | 0                 | 2        | 0                | 25        | 17          | +8         |
| Coupe de France  | Premier tour   | 1/8e de finale | 3             | 2         | 0                 | 1        | 0                | 12        | 14          | -2         |
| Total            | -              | -              | 26            | 18        | 2                 | 5        | 1                | 123       | 75          | +48        |

## Résumé de la saison

### Des débuts en fanfare
Hasard du calendrier, les Spartiates jouent 6 de leurs 7 premiers matchs de la saison à domicile. Un enchaînement assez inhabituel autant pour les joueurs que les spectateurs. Bien aidé par ce calendrier, les Spartiates démarrent en fanfare en enchaînant les victoires. Devant un public moins fournit que l'an passée, les Marseillais vont enchaîner 7 victoires consécutives en Championnat et en Coupe avant de se voir stopper à Villard-de-Lans avec une défaite 2-1. La baisse de rythme s'était déjà fait sentir au match précédent avec une victoire en prolongation face à Limoges. L'affluence est affectée par cet enchaînement de match et certains matchs sont joués devant peu de monde (300-400 personnes).

### Premiers coups d'arrêt
Après la défaite face aux Ours, c'est face aux Éléphants de Chambéry que les Spartiates laissent des points. En perdant à domicile les Marseillais se retrouvent légèrement distancé. Avant la trêve hivernale, les Provençaux ne connaîtront qu'une seule autre défaite en championnat (en prolongation à Roanne). En parallèle, le parcours en Coupe de France s'arrête en 1/8e de finale avec une défaite contre les Pionniers de Chamonix Mont-Blanc.

### Nouvelle série de victoires
Les deux derniers déplacements des Marseillais avant la trève leur donne de l'air, avec des victoires face à Valence et Limoges, les Spartiates retrouvent une dynamique de victoire, celle-ci va se poursuivre face à leurs concurrents directs. Ils battent Chambéry, Clermont puis Toulouse sur les scores de 7-4, 2-0 et 4-1. En s'imposant lors de la dernière journée à Vaujany, les Marseillais clôturent la saison régulière par une 7e victoire consécutive (leur record en D2).

### Play-offs
Les Spartiates affrontent le mythique club des Français volants en huitième de finale, les premières confrontations entre Marseille et Paris dans ce sport (mais les deux villes connaissent déjà les rivalités dans d'autres disciplines). Après un match très disputé à l'aller que les Spartiates remportent dans les trois dernières minutes du match, le retour lui est bien plus agité. À la veille d'un match de football entre les deux villes, c'est plus de trois mille personnes qui viennent assister au match 2 du premier tour des play-offs. Après un premier tiers bien maîtrisé, (3-0), les Spartiates dominent l'ensemble de la partie pour gagner 9-2 devant leur public.
En quart de finale c'est face aux Bélougas de Toulouse que les Marseille jouent. Vainqueurs en trois matchs, les Toulousains s'imposent à domicile dans un match étriqué. Au retour, c'est devant 3 200 personnes que les Spartiates décrochent un troisième match décisif. Moins expérimentés et plus brouillons, les Marseillais s'effondrent en début de match et ne parviennent pas à remonter l'écart accumulé. Moins expérimentés et plus brouillons les hommes de Luc Tardif s'arrêtent comme l'année précédente en quart de finale.

### Retransmissions visuelles
L'an passé les Spartiates ont servi d'équipe test pour la plateforme Fanseat Go en France. Les essais effectués au POMGE et à l'Aren'ice ont suffisamment convaincus la Fédération pour signer un partenariat de diffusion avec la plateforme. Si c'est la Division 1 qui a été diffusé en premier, au début de l'année 2018, la Division 2 est également diffusée. Après la Coupe de France, c'est un nouveau pas dans la diffusion du hockey en France.

## Équipe réserve
Dans un premier temps annoncée, la création d'une équipe réserve évoluant en D3 est annulée. Cependant un partenariat est fait avec Toulon afin de faire jouer certains joueurs dans l'équipe varoise. On y retrouve d'anciens joueurs de l'équipe première ainsi que des jeunes U20. Ce partenariat avait déjà commencé avec les arrivées l'an passé des jeunes Alga, Capocci et Pagni.

### Effectif
| No | Nom             | Nat. | Position  | Arrivée    |
| -- | --------------- | ---- | --------- | ---------- |
|    | Téo Colombon    |      | Défenseur | 2017 - U17 |
|    | Romain Lecoq    |      | Défenseur | 2017 - D2  |
|    | Vivien Capocci  |      | Attaquant | 2016 - D2  |
|    | Maxence Derupaz |      | Attaquant | 2017 - U17 |
|    | Morgan Pagni    |      | AG        | 2016 - D2  |
|    | Julien Rives    |      | AD        | 2017 - D2  |